# Бард (король Дублина)
Бард мак Имар (Барид, Барит, Бараид или Бард; убит в 881) — король Дублинского королевства из династии Уи Имар (873—881).

## Биография

### Ранние годы
Бард — один из сыновей дублинского короля Имара (Ивара) (умер в 873), родоначальника скандинавской династии Уи Имар (дом Ивара).
Впервые Бард упоминается во «Фрагментарных анналах Ирландии» в 867 году, где он был назван ярлом из Лохланна, который вместе с ярлом Хаймаром попал в засаду воинов Коннахта.
В 872 году Бард вторично упоминается во «Фрагментарных анналах Ирландии», когда он совершил рейд на Мойлург и острова Лох-Ри. Бард оказывал помощь сыну верховного короля Ирландии Аэда Финдлиата.

### Король Дублина
«Анналы Инишфаллена» сообщают, что в 873 году Бард с большим флотом совершил поход на Киаррайге Луахара (Ciarraige Luachra). Ирландский текст «Война ирландцев с чужеземцами» (Cogad Gaedel re Gallaib) сообщает, что в походе с Бардом участвовал неназванный сын Анлава Конунга. Скорее всего это был Эйстейн. Историк Клер Даунхэм предполагал, что этот набег был предпринят в качестве демонстрации силы. Это произошло вскоре после смерти Имара, которого на дублинском престоле, вероятно, сменил Бард. Хотя Эйстейн не назван в качестве короля в ирландских анналах, историки предполагают, что Эйстейн и Бард стали соправителями после смерти Имара.
«Анналы Ульстера» сообщают, что в 875 году Эйстейн был обманным путём убит Альбданном. Альбданн отождествляется с Хальфданом Рагнарссоном, сыном легендарного датского конунга Рагнара Лодброка. Иногда Хальфдан считается братом дублинского короля Имара (Ивара). В 877 году Хальфдан попытался захватить Дублин, но погиб в сражении при Странгфорд-Лох против Барда.
В 881 году, согласно «Анналам Ульстера», «Анналам четырёх мастеров» и «Хронике скоттов», Бард был убит и сожжён в Дублине вскоре после набега на Дулик.

### Семья
«Хроника скоттов» называют отцом Барда короля Дублина Имара (Ивара). Имар иногда отождествляется с Иваром Бескостным, сыном легендарного викинга Рагнара Лодброка. Известные братья Барда — Сигфрит (умер в 888 году) и Ситрик (умер в 896 году).